# Chasmodes saburrae
Chasmodes saburrae» es una especie de pez de la familia Blenniidae en el orden de los Perciformes.

## Morfología
• Los machos pueden llegar alcanzar los 10 cm de longitud total.

## Reproducción
Es ovíparo.

## Hábitat
Es un pez de mar y de clima subtropical que vive entre 0-6 m de profundidad.

## Distribución geográfica
Se encuentra en el  Atlántico occidental central: Estados Unidos.